# 小池新道
小池新道（こいけ しんどう）とは北アルプスの新穂高温泉を基点とし、鏡平を経て弓折乗越を経て双六小屋へ至り、三俣蓮華岳～双六岳～槍ヶ岳の裏銀座コースに接続する登山道の名称である。夏山の場合、行程中にはお花畑が点在し、槍ヶ岳や笠ヶ岳等の眺望も効き、比較的静かな山行が楽しめるコースである。1955年（昭和30年）に、双六小屋の経営者であった小池義清らにより本コースが開設された。

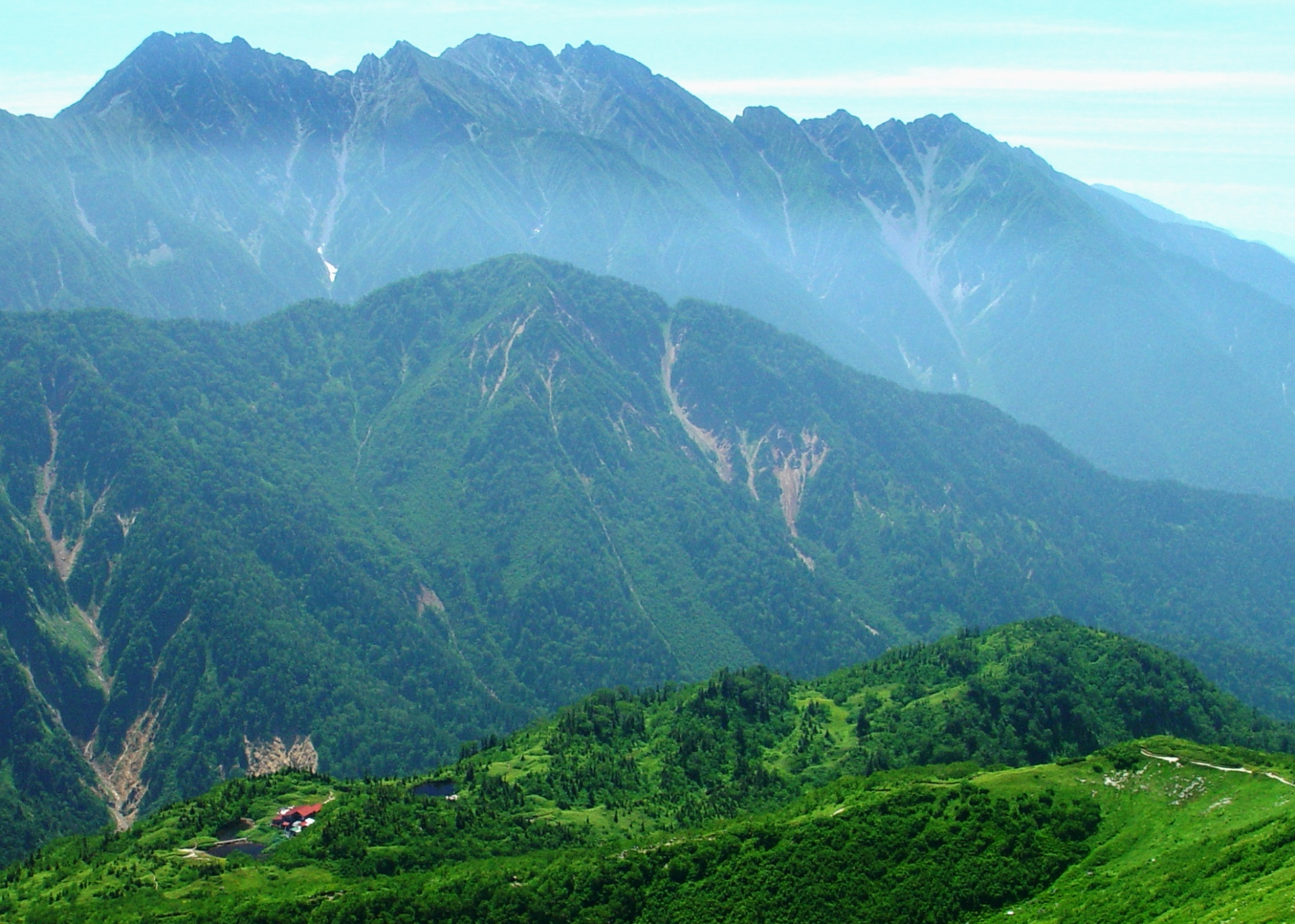
小池新道からの鏡平山荘（遠景は奥丸山と穂高岳）

## 小池新道周辺の山々
- 笠ヶ岳 (2,898m)
- 抜戸岳 (2,813m)
- 大ノマ岳 (2,662m)
- 弓折岳 (2,592m)
- 樅沢岳 (2,755m)
- 双六岳 (2,860m)
- 中崎山 (1,744m)
- 奥丸山 (2,440m)
- 槍ヶ岳 (3,180m)

## 小池新道周辺の山小屋
- わさび平小屋
- 鏡平山荘
- 双六小屋
- 笠ヶ岳山荘
- 槍ヶ岳山荘